# Rocchetta e Croce
Rocchetta e Croce är en kommun i provinsen Caserta i regionen Kampanien i Italien. Kommunen hade 446 invånare (2017).